# Resolució 1521 del Consell de Seguretat de les Nacions Unides
La Resolució 1521 del Consell de Seguretat de les Nacions Unides fou adoptada per unanimitat el 22 de desembre de 2003. Després de recordar totes les resolucions anteriors sobre la situació a Libèria i Àfrica Occidental, el Consell va establir un organisme de control per supervisar sancions internacionals contra Libèria.

## Resolució

### Observacions
En el preàmbul de la resolució, el Consell va expressar la seva preocupació per les conclusions d'un grup d'experts que continuen produint-se violacions de les sancions imposades per la Resolució 1343 (2001). Va donar la benvinguda a un acord de pau signat el 18 d'agost de 2003 pel Govern de Libèria, els Liberians Units per a la Reconciliació i la Democràcia (LURD) i el Moviment per la Democràcia a Libèria (MODEL) i que el Govern Nacional de Transició de Libèria sota la presidència Gyude Bryant va prendre possessió del càrrec el 14 d'octubre de 2003. Els Estats de la regió van ser convocats a construir una pau duradora a través de la Comunitat Econòmica dels Estats de l'Àfrica Occidental (ECOWAS). Grup de Contacte Internacional sobre Libèria, Unió del Riu Mano i Procés de Rabat.
A més, hi havia la preocupació que l'acord de pau no s'apliqués a la totalitat de Libèria, especialment en àrees on la Missió de les Nacions Unides a Libèria (UNMIL) no s'havia desplegat. El Consell va reconèixer la connexió entre l'explotació i el comerç il·legal de recursos naturals i la proliferació del tràfic d'armes, alimentant els conflictes a Àfrica Occidental. Va determinar que la situació, la proliferació d'armes i actors armats no estatals, inclosos els mercenaris a la regió, continuaven constituint una amenaça per a la pau i la seguretat internacionals.

### Actes
La resolució es va dividir en dos apartats, ambdós promulgats en virtut del Capítol VII de la Carta de les Nacions Unides fent que les seves disposicions siguin legalment aplicables.

#### A
El Consell de Seguretat va recordar les resolucions 1343, 1408 (2002), 1478 (2003), 1497 (2003) i 1509 (2003), i va observar canvis en les circumstàncies, incloent la sortida de l'ex president Charles Ghankay Taylor i el progrés en el procés de pau a Sierra Leone. En aquest sentit, es va dissoldre la Comissió anterior i es van acabar les prohibicions sobre la venda o subministrament d'armes, diamants, fusta i viatjar.

#### B
Al mateix temps, es van reimposar les restriccions durant un període de dotze mesos i es van fer exempcions rellevants relacionades amb les Nacions Unides. Les mesures acabarien una vegada que el Consell determinés que es respectava plenament l'alto el foc a Libèria; que s'havia completat el desarmament, desmobilització, reintegració, repatriació i reestructuració del sector de la seguretat; que s'ha implementat l'acord de pau; que s'establia un règim de certificat d'origen en diamants i es mantenia l'estabilitat a Libèria i la subregió. També es va instar al govern de transició a unir-se al Procés de Kimberley i establir la seva autoritat sobre les zones productores de fusta, inclosos els mecanismes de supervisió, tan aviat com fos possible. Es va instar a la comunitat internacional a prestar assistència al govern de transició durant aquests processos. Les mesures es revisarien abans del 17 de juny de 2004.
La resolució va establir un nou Comitè del Consell de Seguretat per supervisar l'aplicació de les sancions, actualitzar una llista de persones i entitats sancionades i formular recomanacions. Mentrestant, es va demanar al secretari general Kofi Annan que establís un grup de cinc experts per dur a terme una missió de seguiment a Libèria i als estats veïns sobre la implementació i violacions de les restriccions contra Libèria, inclosos els moviments rebels; hauria d'informar abans del 30 de maig de 2004. Va donar la benvinguda a la disposició de la UNMIL de cooperar amb la Comissió i va demanar a la Missió de les Nacions Unides a Sierra Leone i la Missió de les Nacions Unides a Costa d'Ivori que assistissin al Comitè i panell d'experts. El Secretari General fou dirigit a informar abans del 30 de maig de 2004 sobre els progressos realitzats respecte de l'aplicació de les mesures.
Finalment, es va instar al govern de transició que informés a la població liberiana sobre el contingut de la resolució actual, inclosos els criteris per eliminar les sancions.